# Denys Popov
Pour les articles homonymes, voir Popov.
Ne pas confondre avec le footballeur russe Denis Popov.
Denys Yuriyovych Popov (en ukrainien : Денис Юрійович Попов) est un footballeur ukrainien né le 17 février 1999 à Myhiya. Il joue au poste de défenseur au Dynamo Kiev.

## Biographie

### En club
Le 13 avril 2019, il joue son premier match avec les seniors du Dynamo Kiev, contre le FK Marioupol.

### En sélection
Avec les moins de 17 ans, il inscrit un but contre l’Estonie en octobre 2015, lors des éliminatoires du championnat d'Europe des moins de 17 ans. Il participe ensuite quelques mois plus tard à la phase finale du championnat d'Europe des moins de 17 ans organisée en Azerbaïdjan. Lors de cette compétition, il joue trois matchs, avec pour résultats un nul et deux défaites.
Avec les moins de 19 ans, il inscrit un but contre la Lettonie en octobre 2016, lors des éliminatoires de l'Euro des moins de 19 ans. Il participe ensuite à la phase finale du championnat d'Europe des moins de 19 ans en 2018. Lors de cette compétition, qui se déroule en Finlande, il joue quatre matchs. Les Ukrainiens s'inclinent en demi-finale face au Portugal.
Par la suite, avec les moins de 20 ans, il inscrit un but lors d'un match amical contre la Pologne en novembre 2018. Il dispute ensuite la Coupe du monde des moins de 20 ans en 2019. Lors du mondial junior organisé en Pologne, il joue six matchs. Il s'illustre en inscrivant trois buts, contre les États-Unis et le Qatar en phase de poule, puis contre le Panama en huitièmes. Les Ukrainiens sont sacrés champions du monde en battant la Corée du Sud en finale. Toutefois, Denys Popov ne dispute pas cette finale, à cause d'un carton rouge obtenu lors de la demi-finale contre l'Italie.
Il reçoit sa première sélection avec les espoirs le 7 septembre 2018, contre la Lettonie, lors des éliminatoires de l'Euro espoirs 2019. Il inscrit un but à cette occasion.

## Statistiques
| Saison                | Club                  | Championnat           | Championnat | Championnat | Coupe(s) nationale(s) | Coupe(s) nationale(s) | Compétition(s) continentale(s) | Compétition(s) continentale(s) | Compétition(s) continentale(s) | Total | Total |
| Saison                | Club                  | Division              | M.          | B.          | M.                    | B.                    | Comp.                          | M.                             | B.                             | M.    | B.    |
| 2018-2019             | Dynamo Kiev           | D1                    | 1           | 0           | -                     | -                     | -                              | -                              | -                              | 1     | 0     |
| 2019-2020             | Dynamo Kiev           | D1                    | 16          | 1           | 3                     | 1                     | C3                             | 3                              | 0                              | 22    | 2     |
| 2020-2021             | Dynamo Kiev           | D1                    | 15          | 2           | 2                     | 0                     | C1+C3                          | 6+2                            | 1+0                            | 25    | 3     |
| 2021-2022             | Dynamo Kiev           | D1                    | 1           | 1           | -                     | -                     | C1                             | -                              | -                              | 1     | 1     |
| Total sur la carrière | Total sur la carrière | Total sur la carrière | 33          | 4           | 5                     | 1                     | -                              | 11                             | 1                              | 49    | 6     |

## Palmarès
Ukraine
- Vainqueur de la Coupe du monde des moins de 20 ans en 2019 avec l'équipe des moins de 20 ans.

 Dynamo Kiev
- Champion d'Ukraine en 2021.
- Vainqueur de la Coupe d'Ukraine en 2020 et 2021.
- Vainqueur de la Supercoupe d'Ukraine en 2018, 2019 et 2020.
- Vice-champion d'Ukraine en 2019 et 2020.